# Poliana leucomelas
Espèce
Poliana leucomelas est une espèce de lépidoptères (papillons) de la famille des Sphingidae, de la sous-famille des Sphinginae et de la tribu des Sphingini.

## Description

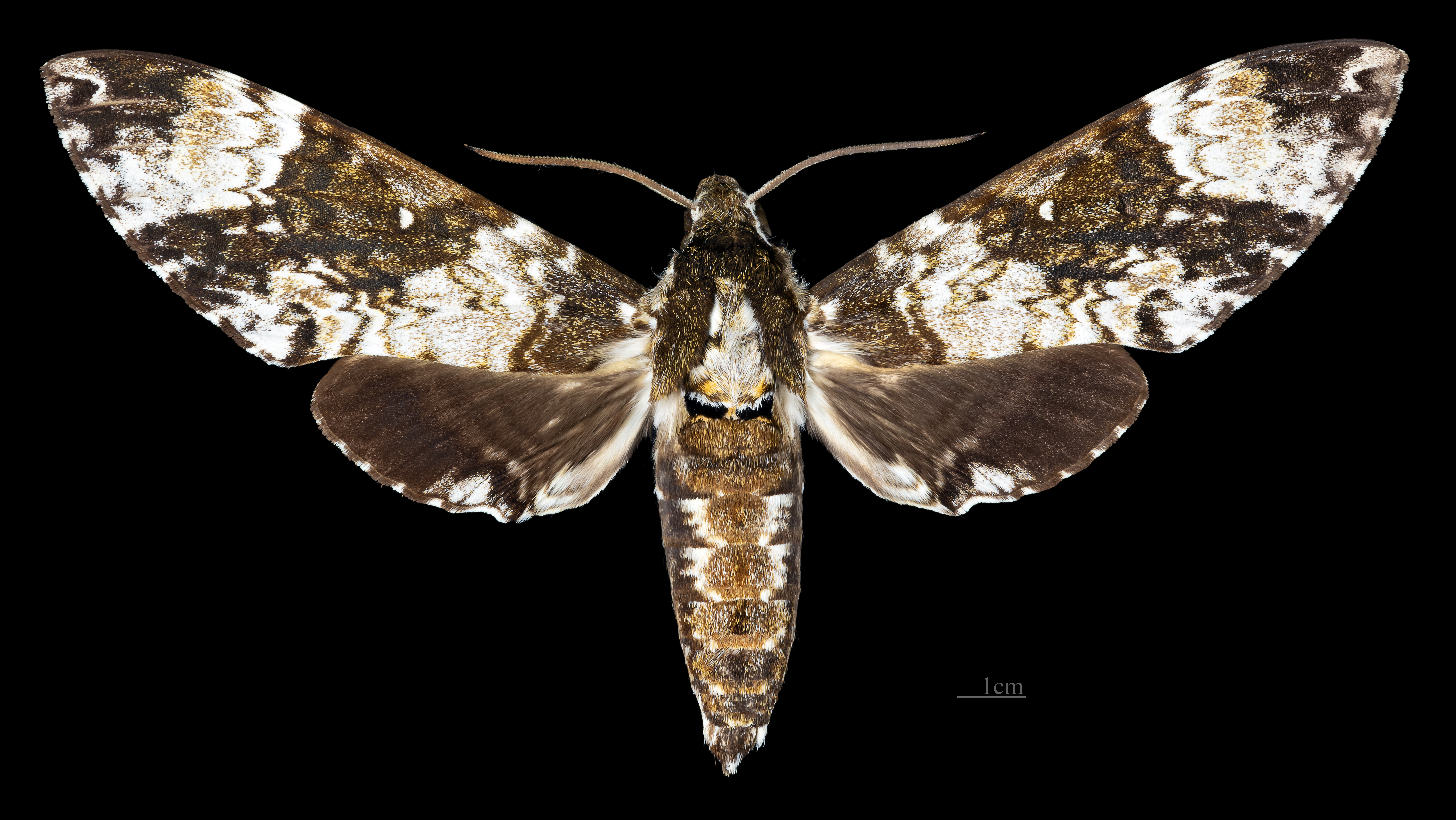
Poliana leucomelas ♀ (coll.MHNT)
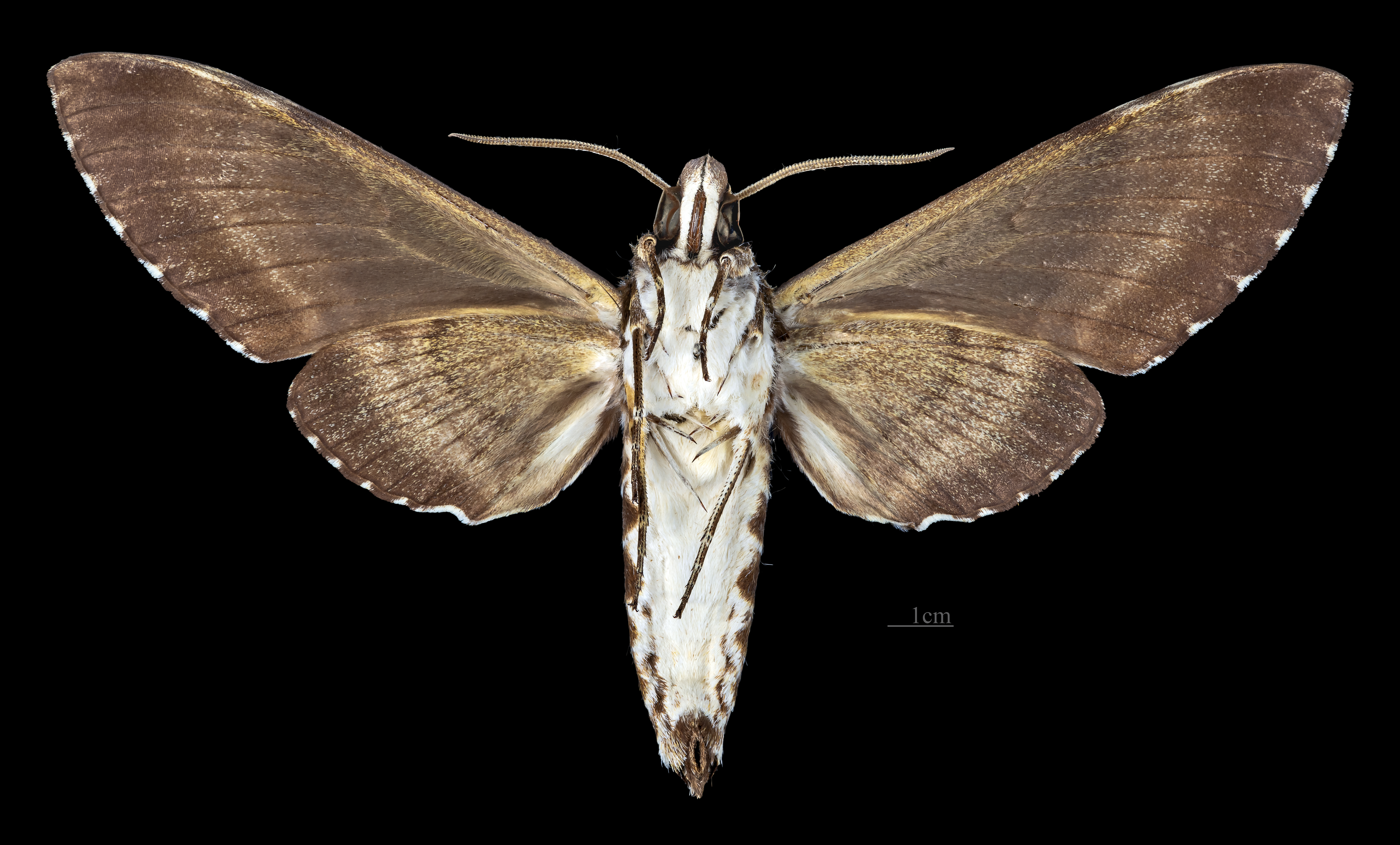
Poliana leucomelas  ♀ △ (coll.MHNT)

## Distribution et habitat
Distribution
L'espèce est connue en Thaïlande.

## Systématique
- L'espèce Poliana leucomelas a été décrite par les entomologistes Lionel Walter Rothschild et Karl Jordan en 1915[1].